# Ovophis
Ovophis är ett släkte av ormar som ingår i familjen huggormar.
Släktets medlemmar är små till medelstora ormar med en längd upp till 1,5 meter. De lever på fastlandet i Sydostasien samt på några öar i regionen, till exempel på Borneo och på Ryukyuöarna. Individerna vistas i skogar och äter ödlor samt små däggdjur. Honor lägger ägg.

## Taxonomi
Arter enligt Catalogue of Life:
- Ovophis chaseni
- Ovophis monticola
- Ovophis okinavensis
- Ovophis tonkinensis

The Reptile Database listar ytterligare tre arter. Ovophis chaseni förs istället till släktet Garthius.
- Ovophis convictus
- Ovophis makazayazaya
- Ovophis zayuensis